# Ruillé-Froid-Fonds
Ruillé-Froid-Fonds è un comune francese di 513 abitanti situato nel dipartimento della Mayenne nella regione dei Paesi della Loira.

## Società

### Evoluzione demografica
Abitanti censiti